# Simón Illyan
Simon Illyan es un personaje de la serie de Miles Vorkosigan, escrita por Lois McMaster Bujold
Su primera aparición en la serie es como teniente de SegImp en la Flota Imperial barrayaresa, con la misión de mantener vigiladas las acciones de Aral Vorkosigan mientras cumple la misión encomendada por el Emperador Ezar, durante la invasión de Escobar.
Illyan tiene un biochip eidético en su cerebro que le permite guardar cualquier dato que oye o ve y recuperar dicha información de forma instantánea y a voluntad. Le fue implantado por deseo del Emperador Ezar al conocer la tecnología originaria del planeta Illyrica. La operación era arriesgada, y en un elevado número de casos producía problemas de esquizofrenia y psicosis en un 90% de los casos, así que está claro que Ezar consideraba a Illyan prescindible. Miles Vorkosigan, que trabajó a su mando como agente especial de SegImp, dice que su exitosa interacción con el chip se debe a su capacidad innata de tratar con varios planos de realidad a la vez.
Más adelante en la historia, Illyan, con el rango de Capitán, es ascendido a jefe de Seguridad Imperial barrayaresa. En la novela Barrayar se explica como Illyan mantiene este rango como tributo a su antiguo jefe, el Capitán Negri, quien murió durante el Alzamiento del Pretendiente Vordarian. Sin embargo, a su retiro del puesto conocemos que cobra la renta de un Subalmirante. Su sucesor, el General Guy Allegre, acabó con esta corta tradición.
Aparentemente se trata de una persona seca y extremadamente reservada. Como jefe de Seguridad Imperial, se vale de estas características para imponer una cierta imagen amedrentadora, aunque hasta cierto punto lo hace de forma inconsciente y ayuda mucho la legendaria fama de su predecesor Negri.
Además de su jefe, Illyan es casi parte de la familia para Miles, hasta el punto de llamarle Tío Simon cuando era pequeño. Al principio su papel de agente especial en SegImp es casi un medio para evitar que Miles se meta en problemas, pero sus repetidos éxitos le acaban convirtiendo en un agente muy valioso para Illyan -a pesar de que los métodos de Miles le causen al Capitán más de un dolor de cabeza. Illyan aprecia el trabajo de Miles más de lo que demuestra, hasta el punto que en Recuerdos descubrimos que había estado pensando entrenarle como su sucesor.
En esta misma novela se cuenta como la carrera de Illyan termina cuando su chip deja de funcionar debido a un atentado del que es objeto, provocándole lapsus de memoria y haciéndole revelar de forma descontrolada datos de los casos de SegImp considerados de altísimo secreto. Miles, en su papel temporal de Auditor Imperial logra penetrar en la burocracia de SegImp y ordenar la extracción del chip de Illyan para salvarle la vida, y descubre que el sabotaje es obra del subordinado de Illyan, el General Lucas Haroche, quien quería heredar el puesto de su superior.
Illyan se recupera satisfactoriamente, pero se ve obligado a retirarse ya que su memoria a corto plazo ha resultado dañada. Después de años de vivir por y para SegImp se encuentra sólo y sin ocupación. Afortunadamente, la tía viuda de Miles, Lady Alys Vorpatril, que siempre ha mostrado cierto interés por él, permanece a su lado durante los momentos difíciles, castigando a sus "tres chicos" (Miles, su hijo Iván y el propio Emperador Gregor por no conducir la investigación con la celeridad necesaria. Cuando Miles invita a Illyan a pasar su convalecencia en la Mansión Vorkosigan, Alys se pone al mando, primero del alojamiento y luego del propio Simón.
A fecha de los últimos eventos narrados, Illyan vive en un piso no lejos de Alys, y mantiene una relación informal con SegImp. Uno de sus papeles es servir de enlace entre SegImp y Alys, quien actúa ofreciendo tapaderas a agentes de Seguridad Imperial encargados de misiones de investigación entre los Altos Vor
- Datos: Q7519036